# Иссо, Давид
Давид Иссо (швед. David Isso; род. 17 августа 2007) — шведский футболист, нападающий «Броммапойкарны».

## Клубная карьера
Является воспитанником «Броммапойкарны», в составе которой выступал в детских и юношеских командах. В конце 2023 года проходил просмотр в итальянской «Роме». Также интерес к нему проявляли итальянские «Фиорентина» и «Сампдория», а также швейцарский «Люцерн». 6 апреля 2025 года дебютировал за основной состав клуба в матче с «Хаммарбю», появившись на поле на 89-й минуте вместо Кевина Акермана.

## Клубная статистика
| Выступление      | Выступление      | Выступление      | Лига | Лига | Кубки | Кубки | Конт. кубки | Конт. кубки | Итого | Итого |
| Клуб             | Лига             | Сезон            | Игры | Голы | Игры  | Голы  | Игры        | Голы        | Игры  | Голы  |
| ---------------- | ---------------- | ---------------- | ---- | ---- | ----- | ----- | ----------- | ----------- | ----- | ----- |
| Броммапойкарна   | Алльсвенскан     | 2025             | 1    | 0    | 0     | 0     | 0           | 0           | 1     | 0     |
| Броммапойкарна   | Итого            | Итого            | 1    | 0    | 0     | 0     | 0           | 0           | 1     | 0     |
| Всего за карьеру | Всего за карьеру | Всего за карьеру | 1    | 0    | 0     | 0     | 0           | 0           | 1     | 0     |